# ゆっくり恋しよう
「ゆっくり恋しよう」（ゆっくりこいしよう）は 1997年10月1日に発売された郷ひろみの73作目のシングル。

## 解説
日本エアシステム「東京キャンペーン」CMソング。

## 収録曲
全曲　作曲：広瀬香美／編曲：本間昭光
1. ゆっくり恋しよう
  - 作詞：広瀬香美
2. 好きになっていいんだね
  - 作詞：松井五郎
3. ゆっくり恋しよう（オリジナル・カラオケ）